# Elżbieta Kruk
Elżbieta Małgorzata Kruk (ur. 19 listopada 1959 w Lublinie) – polska polityk, posłanka na Sejm IV, V, VI, VII i VIII kadencji (2001–2006, 2007–2019), w latach 2006–2007 przewodnicząca Krajowej Rady Radiofonii i Telewizji, w latach 2016–2022 członkini Rady Mediów Narodowych, posłanka do Parlamentu Europejskiego IX kadencji (2019–2024).

## Życiorys

### Wykształcenie i praca zawodowa
Córka Henryka i Leokadii. W 1984 ukończyła studia historyczne na Wydziale Nauk Humanistycznych Katolickiego Uniwersytetu Lubelskiego. Na studiach działała w Niezależnym Zrzeszeniu Studentów. W 1994 ukończyła studia podyplomowe w zakresie administracji publicznej na Uniwersytecie Warszawskim, zaś w 1996 studia podyplomowe na University of Wisconsin w La Crosse.
Od 1984 pracowała kolejno jako nauczycielka historii w szkole podstawowej, przewodnik wycieczek w Muzeum Historii Miasta Lublina oraz jako wychowawca w żeńskim zakładzie poprawczym. W 1989 podjęła pracę w biurze Regionu Mazowsze NSZZ „Solidarność”. Po objęciu funkcji prezydenta przez Lecha Wałęsę została zatrudniona w Biurze Bezpieczeństwa Narodowego, którym kierował wówczas Lech Kaczyński. W BBN była jego asystentką i dyrektorem biura. W 1992 po powołaniu Kaczyńskiego na stanowisko prezesa Najwyższej Izby Kontroli została zatrudniona w NIK jako asystentka prezesa. Po odejściu Lecha Kaczyńskiego z NIK w 1995 przesunięto ją do pracy w lubelskiej delegaturze Izby.

### Działalność polityczna
W latach 2000–2001 współpracowała z Lechem Kaczyńskim pełniącym wówczas funkcję ministra sprawiedliwości na stanowisku szefa jego gabinetu politycznego. W wyborach parlamentarnych w 2001 została wybrana do Sejmu V kadencji z listy Prawa i Sprawiedliwości w okręgu lubelskim. Ponownie uzyskała mandat poselski w wyborach w 2005. Należy do założycieli PiS, była przewodniczącą lubelskich struktur tej partii.
31 stycznia 2006 została powołana przez Lecha Kaczyńskiego w skład Krajowej Rady Radiofonii i Telewizji, a 6 lutego na stanowisko przewodniczącej rady, w związku z czym zrzekła się mandatu poselskiego. 23 marca Trybunał Konstytucyjny orzekł, że przepis nowelizacji tzw. ustawy medialnej przewidujący powoływanie przewodniczącego KRRiT przez prezydenta jest niezgodny z Konstytucją RP. 30 marca opublikowano wyrok TK w Dzienniku Ustaw, wobec czego Elżbieta Kruk przestała pełnić tę funkcję. 17 maja KRRiT na podstawie znowelizowanej ustawy medialnej ponownie wybrała ją na to stanowisko.
26 września następnego roku zrezygnowała z członkostwa w Krajowej Radzie Radiofonii i Telewizji, decydując się na start w przedterminowych wyborach parlamentarnych jako lider listy PiS w okręgu lubelskim. 21 października 2007 po raz trzeci została posłanką z wynikiem 53 474 głosy. W wyborach do Sejmu w 2011 z powodzeniem ubiegała się o reelekcję, otrzymując 30 048 głosów. W 2015 została ponownie wybrana do Sejmu, zdobywając 43 432 głosy.
W lipcu 2016 została wybrana z rekomendacji PiS przez Sejm w skład Rady Mediów Narodowych; zasiadała w tym gremium do 2022. W wyborach europejskich w 2019 Elżbieta Kruk uzyskała mandat deputowanej do Europarlamentu IX kadencji (uzyskała 164 108 głosów). W 2024 nie wystartowała w kolejnych wyborach do PE. Weszła w skład komitetu wspierającego kandydaturę Karola Nawrockiego na prezydenta RP w wyborach w 2025.

## Odznaczenia
- Krzyż Oficerski Orderu Odrodzenia Polski (2025)[6]